# Carlos Irarrázaval Larraín
Carlos Irarrázaval Larraín (Santiago, 3 de noviembre de 1841 - 1920), fue un Abogado  y político del Partido Conservador.

## Vida
Fue hijo del político José Miguel Irarrázaval Alcalde y de Trinidad Larraín Gandarillas. Estudió en el Colegio de los Sagrados Corazones de Santiago, pasó luego a la Facultad de Derecho de la Universidad de Chile, donde juró como abogado el 18 de octubre de 1865, dedicándose de inmediato a su profesión.
Fue vicepresidente del Banco Santiago. Apoya el manifiesto de cementerios católicos en 1883.
Casado en Santiago, el 20 de diciembre de 1877, con Nicolasa Correa Blanco, con quien tuvo al también parlamentario Francisco Hipólito y a Carlos Yrarrázaval Correa.
“Tuvo poderosas influencias y considerable fortuna, incrementada con sus trabajos agrícolas y el aporte de su esposa. Fue el último viviente de la Casa Colorada, el célebre palacio que sirvió de morada al Conde de la Conquista, abuelo de su esposa, a la que llamaban Condesa de Toro”.

## Actividades Políticas
- Militante del Partido Conservador.
- Diputado representante de la Provincia de Linares (1882-1885).
- Presidente de la Cámara de Diputados (1883).
- Diputado representante de Petorca y La Ligua (1885-1888).
- Diputado representante de Santiago (1888-1891).
- Diputado representante de Talca, Curepto y Lontué (1894-1897).
- Senador representante de Cachapoal (1903-1909).

| Precedido por: Agustín Edwards Ross | Presidente de la Cámara de Diputados 2 de junio - 23 de diciembre de 1883 | Sucedido por: Diego Barros Morán |